# Municipio de Kingston (Minnesota)
El municipio de Kingston (en inglés: Kingston Township) es un municipio ubicado en el condado de Meeker en el estado estadounidense de Minnesota. En el año 2010 tenía una población de 1256 habitantes y una densidad poblacional de 9,06 personas por km².

## Geografía
El municipio de Kingston se encuentra ubicado en las coordenadas 45°12′59″N 94°19′22″O / 45.21639, -94.32278. Según la Oficina del Censo de los Estados Unidos, el municipio tiene una superficie total de 138,64 km², de la cual 133,39 km² corresponden a tierra firme y (3,79%) 5,25 km² es agua.

## Demografía
Según el censo de 2010, había 1256 personas residiendo en el municipio de Kingston. La densidad de población era de 9,06 hab./km². De los 1256 habitantes, el municipio de Kingston estaba compuesto por el 98,09 % blancos, el 0,4 % eran afroamericanos, el 0,08 % eran amerindios, el 0,08 % eran asiáticos, el 0 % eran isleños del Pacífico, el 0,64 % eran de otras razas y el 0,72 % pertenecían a dos o más razas. Del total de la población el 1,67 % eran hispanos o latinos de cualquier raza.